# Glasbena mladina Slovenije
Glasbena mladina Slovenije - GMS (uradno Zveza glasbene mladine Slovenije) je bila ustanovljena decembra 1969 po vzoru organizacij, ki so se Mednarodni zvezi glasbenih mladin (fr. Jeunesses Musicales International) priključevale od leta 1945. Od leta 1992 je samostojna članica te mednarodne organizacije.
Mladim želi približati svet glasbe. Organizira glasbene prireditve, delavnice in tekmovanja. Od začetka svojega delovanja izdaja revijo, od leta 2010 imenovano Glasna.
Predsednica GMS je Pavla Jarc.